# Großsteingrab Völkersen
Das Großsteingrab Völkersen (auch Großsteingrab im Düvelshagen) ist eine megalithische Grabanlage der jungsteinzeitlichen Trichterbecherkultur bei Völkersen, einem Ortsteil der Gemeinde Langwedel im Landkreis Verden, Niedersachsen. Es wurde von Ernst Sprockhoff in seinem Atlas der Megalithgräber Deutschlands beschrieben, erhielt aber wegen seines schlechten Erhaltungszustandes keine Nummer.

## Lage
Bei dieser Anlage handelt es sich um das einzige noch erhaltene Großsteingrab im Landkreis Verden. Es liegt etwa 2 km nordöstlich von Völkersen in einem Düvelshagen genannten Flurstück.

## Beschreibung
Das Grab ist fast vollständig zerstört. Lediglich ein Stein ist noch vorhanden, bei dem es sich vielleicht um einen der Abschlusssteine der Grabkammer handelt. 1971 wurde durch den Apotheker Detlef Schünemann eine Ausgrabung vorgenommen. Dabei wurde das gestörte Steinpflaster einer kleinen, nord-südlich orientierten Grabkammer aufgedeckt. In seinem ursprünglichen Zustand dürfte das Grab über neun Wandsteine verfügt haben.